# Lignan-de-Bazas
Lignan-de-Bazas é uma comuna francesa na região administrativa da Nova Aquitânia, no departamento da Gironda. Estende-se por uma área de 11,24 km². Em 2010 a comuna tinha 428 habitantes (densidade: 38,1 hab./km²).